# Фру-Фру

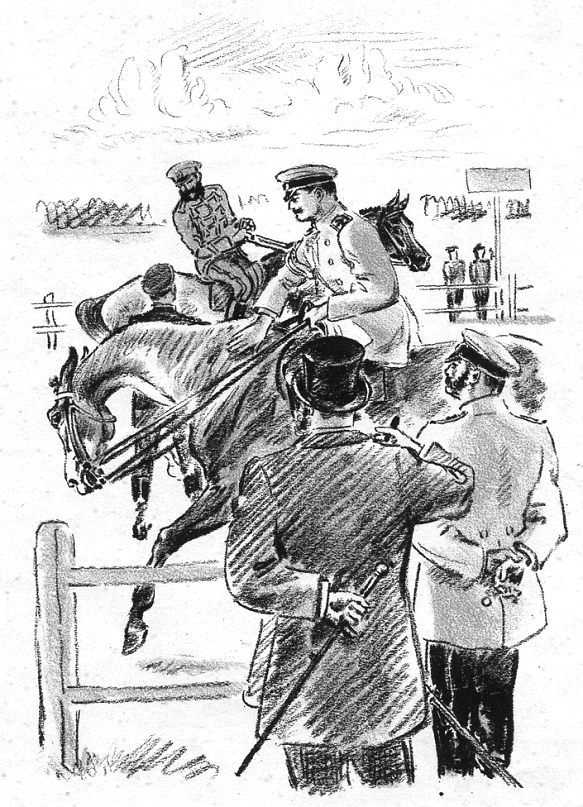
Тырса Н. А. Иллюстрация к роману «Анна Каренина». Литография, 1939

Фру-Фру — английская чистокровная скаковая лошадь графа Алексея Вронского, одного из главных персонажей романа Л. Н. Толстого «Анна Каренина». Она погибает во время офицерских скачек с барьерами в Красном Селе. При взятии последнего препятствия Вронский после прыжка неудачно опустился на седло и сломал ей спину. Кобыла была обречена и в связи с этим пристрелена. Граф очень переживал её гибель, так как был к ней очень сильно привязан и чувствовал свою вину. Фру-Фру рассматривается исследователями как продуманный символ, параллель к судьбе главной героини романа — Анны Карениной, замужней женщины, у которой был роман с Вронским, что привело её к самоубийству. Исследователи находят много общего в описании этих на первый взгляд совершенно разноплановых персонажей, в характере, обращении и чувствах к ним Вронского.
Лошади фигурируют во многих произведениях Толстого, что обусловлено его любовью к этим животным, верховой езде и охоте, а также бытом и местом действия его сочинений. В основе образа кобылы имеются факты, связанные с биографией Толстого, а также литературная и культурная составляющая. У писателя непродолжительное время была английская лошадь по кличке Фру-Фру, которую он позже передал брату. Некоторые факты из первой красносельской императорской скачки, состоявшейся в июле 1872 года, вошли в книгу. Кличка лошади, вероятно, восходит к французской мелодраме драматургов Анри Мельяка и Людовика Галеви «Фру-фру», имеющей отдалённое сюжетное сходство с романом. По её сюжету, легкомысленная Жильберта — известная по прозвищу Фру-фру — вышла замуж, но затем ушла из семьи, бросив мужа и ребёнка. Оскорблённый супруг убивает любовника на дуэли, жена раскаивается, возвращается в семью, но умирает от чахотки. Вронский в романе является поклонником французской музыкальной комедии, а Мельяк и Галеви наиболее известны как мастера литературной основы этого «лёгкого» жанра. В качестве прозвища героини пьесы «Фру-фру» стало именем нарицательным, обозначая элегантно одетую, непостоянную, беспечную женщину. Слово уже присутствовало во французском языке, а позже бытовало и в русском. Фру-фру (Frou-frou) — буквально соответствует русскому шорох, шелест — имеет звукоподражательное происхождение и восходит к шуршанию женской одежды. Интерес к образу Фру-Фру проявляют не только литературоведы, но и писатели, кинематографисты.

## В романе

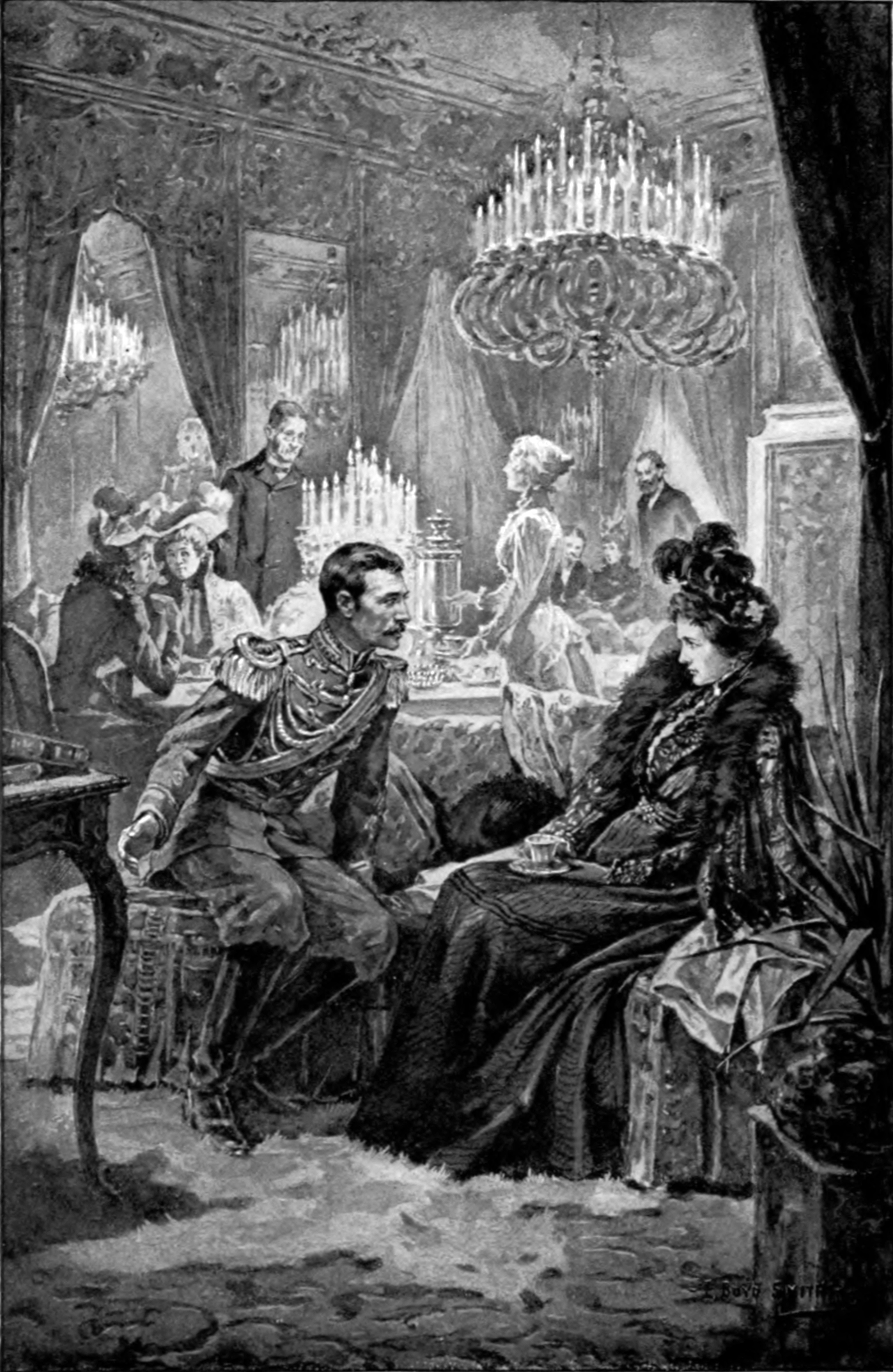
Элмер Бойд Смит. Вронский и Каренина. Иллюстрация к английскому изданию романа

А. К. Вронский является одним из главных персонажей романа Л. Н. Толстого «Анна Каренина» (1873—1877). Алексей Кириллович происходил из богатой аристократической русской семьи. Он гвардейский офицер (флигель-адъютант), красивый мужчина, пользующийся успехом у женщин и уважением в своём полку. У него завязывается открытый, а не тайный роман с Анной Карениной — знатной петербургской дамой, женой Алексея Каренина. Эти открытые отношения вызывают скандал в светском обществе. Во время офицерских четырёхвёрстных скачек в Царском Селе, Вронский из-за эгоизма и собственной небрежности обрекает на смерть свою скаковую лошадь Фру-Фру английских кровей, караковой масти (смесь вороной и гнедой — тёмно-коричневая, почти чёрная). Она была приобретена им специально для участия в скачках.
Обеспокоенная Анна, не зная насколько серьёзно падение Вронского, открыто выражает свои чувства к нему. Муж забирает скомпрометированную жену с ипподрома и между ними происходит объяснение: она признаётся в связи с графом. По ряду причин не удаётся добиться развода Каренина с Анной, которая очень переживает эти обстоятельства. Её не приглашают ни в один из приличных домов, и её не навещает никто, кроме двух ближайших подруг, тогда как Вронского, напротив, принимают везде, и всегда ему рады. Недопонимание между ними растёт, и после одной из ссор Анна решает покончить жизнь самоубийством, бросившись под поезд.
Подробное описание лошади приводится при посещении графом временной конюшни при ипподроме в Царском Селе (ч. 2, гл. XXI), где должны были состояться скачки с препятствиями, на которые записался граф. Её экстерьер не представлял собой чего-то выдающегося. Это была кобыла среднего роста и «по статям не безукоризненная»:
Она была вся узка костью; её грудина хотя и сильно выдавалась вперёд, грудь была узка. Зад был немного свислый, и в ногах передних, и особенно задних, была значительная косолапина. Мышцы задних и передних ног не были особенно крупны; но зато в подпруге лошадь была необыкновенно широка, что особенно поражало теперь, при её выдержке и поджаром животе. Кости её ног ниже колен казались не толще пальца, глядя спереди, но зато были необыкновенно широки, глядя сбоку. Она вся, кроме рёбер, как будто была сдавлена с боков и вытянута в глубину.

Пол Френзени. Скачки. Иллюстрация к роману «Анна Каренина», 1890

Несмотря на некоторые внешние недостатки, Толстой подчёркивал её главное достоинство — происхождение, породистость. По словам автора: «это качество была кровь, та кровь, которая сказывается, по английскому выражению». Перед и во время скачек лошадь находилась в возбуждённом, нервном состоянии. Вронский обогнал своего главного соперника Махотина, скачущего на Гладиаторе, вырвался вперёд и ему оставалось взять последнее препятствие — канавку. Он ускорил лошадь, скачущую из последних сил, и она «перелетела» препятствие словно «птица». Однако в то же время всадник почувствовал, что случилось что-то «ужасное»: «…не поспев за движением лошади, он, сам не понимая как, сделал скверное, непростительное движение, опустившись на седло». В результате этого он сломал Фру-Фру спину, а сам не пострадал: «С изуродованным страстью лицом, бледный и с трясущеюся нижнею челюстью, Вронский ударил её каблуком в живот и опять стал тянуть за поводья». Она так и не смогла встать — было видно, что она обречена, и её пристрелили. Потом Вронский мучительно переживал её гибель, чувствовал свою глубокую вину в произошедшем и болезненно мучился тяжкими воспоминаниями.

## Основа образа

### Лошади в жизни и творчестве Толстого

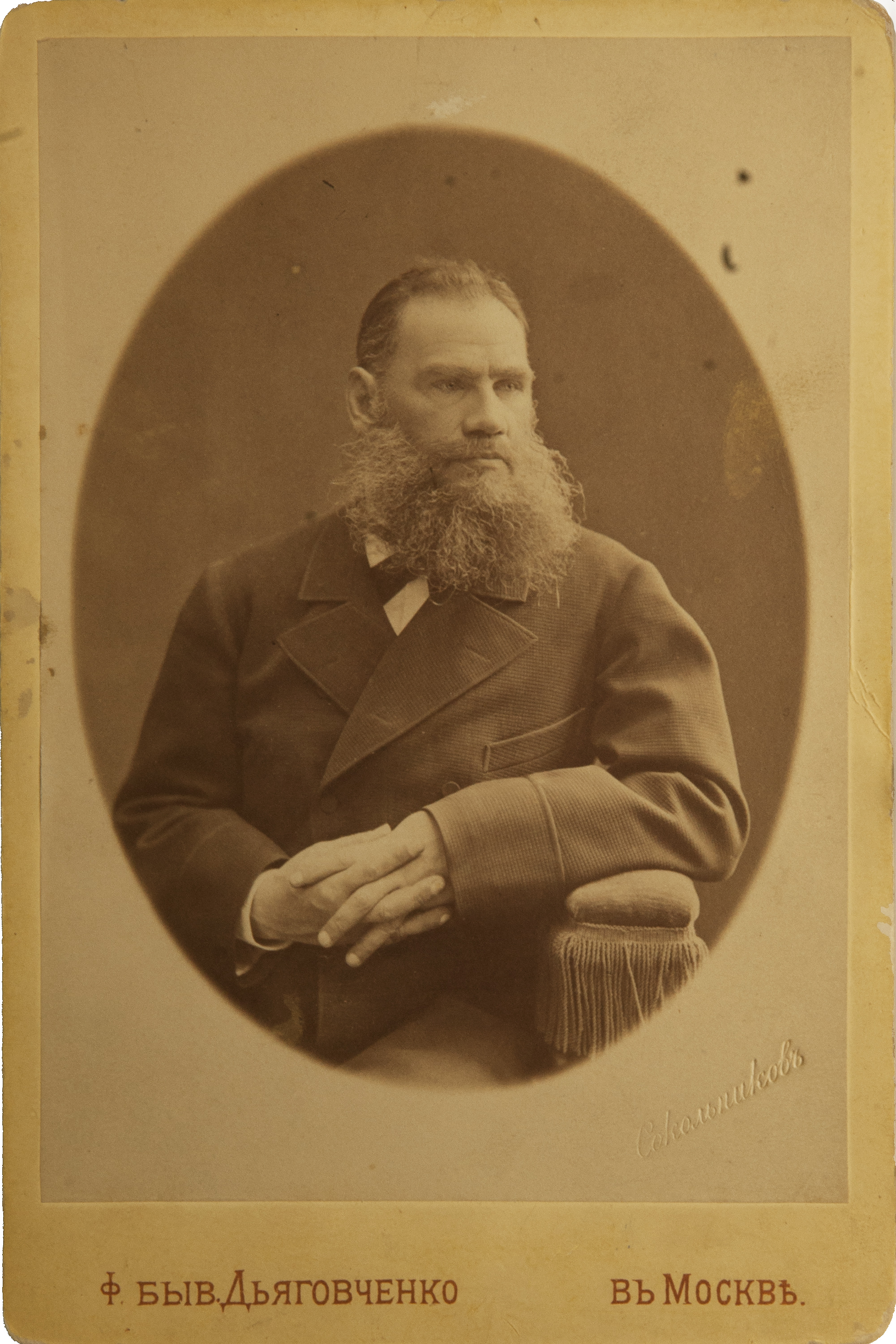
Лев Толстой в 1876 году

Лошади фигурируют во многих произведениях Толстого, к чему располагала его любовь к ним и другим животным, верховой езде, охоте, а также быт и место действия его сочинений, в частности, дворянские поместья, сельская и военная обстановка и т. д. Как отмечала толстовед Д. Н. Еремеева, среди многих любимых им животных лошади являлись его «главной страстью». Он ещё детстве научился ездить и сохранял эту привычку всю жизнь. По его собственным подсчётам, он провёл в седле 7 лет и ездил верхом до 82-х лет — практически до последних дней жизни, а в 67-лет научился ездить на велосипеде. В среднем он проводил на лошади три часа в день, а в молодости ещё больше — по восемь-десять часов. Художник И. Н. Крамской говорил, что писатель находясь на лошади в охотничьем костюме, был самым красивым мужчиной, из тех кого он видел. Старший брат писателя С. Н. Толстой владел конным заводом, а сам Лев Николаевич тоже некоторое время занимался разведением лошадей и даже намеревался вывести собственную породу для армии.
Известно выражение И. С. Тургенева, обращённое к Толстому и связанное с созданием повести «Холстомер» (замысел 1856; окончание и первая публикация 1886): «Послушайте, Лев Николаевич, право, вы когда-нибудь были лошадью». В. Б. Шкловский отмечал взаимосвязь между «Холстомером» и «Анной Карениной». По сюжету романа, Вронскому покровительствует его старший товарищ генерал Серпуховской, дружбой с которым Вронский в конце концов также жертвует. Образ генерала, точнее, его фамилия, как бы воскресает в лице бывшего хозяина мерина Холстомера: постарел сам скакун, состарился и обрюзг его хозяин бывший гусарский офицер Никита Серпуховской. Он некогда, как и Вронский, был большой любитель лошадей. Однажды он загнал своего коня в погоне за любовницей, но Холстомер, от лица которого ведётся повествование, считал его лучшим своим хозяином.
Писатель продолжительное время был увлечён верховой («конской») охотой, хорошо разбирался в лошадях и в смежных областях. В романе «Анна Каренина» детали лошадиного быта появляются неоднократно, они служат не только для сюжетных целей, но и для раскрытия характеров, выражают отношение автора к тем или иным персонажам, темам, месту действия. Как отмечает филолог Н. С. Авилова, в описании Фру-Фру и связанных с лошадьми вопросах Толстой демонстрирует знание специфической коннозаводческой терминологии («стати», «грудина», «свислость», «косолапина» и т. д.) Кроме этого, в литературе отмечается, что чертами лошадей писатель наделяет многих своих героинь. Так, Марьянка в повести «Казаки» сравнивается с «кобылкой», в её описании присутствуют «лошадиные» сопоставления, детали. По мнению филолога К. А. Нагиной, именно из этого раннего произведения проистекает продуманное соотнесение Фру-Фру и Карениной: лошадь Вронского является своеобразным «зооморфным двойником» главной героини.
В литературе неоднократно подвергалось сомнению то, что в описанной в книге ситуации лошадь могла получить такую тяжелейшую травму — сломать хребет от опускания на её спину всадника. Хотя имеется информация со ссылкой на литературоведа В. И. Сахарова о том, что подобный случай имел место, знатоками конного дела такая возможность ставится под сомнение.

### Биографические мотивы

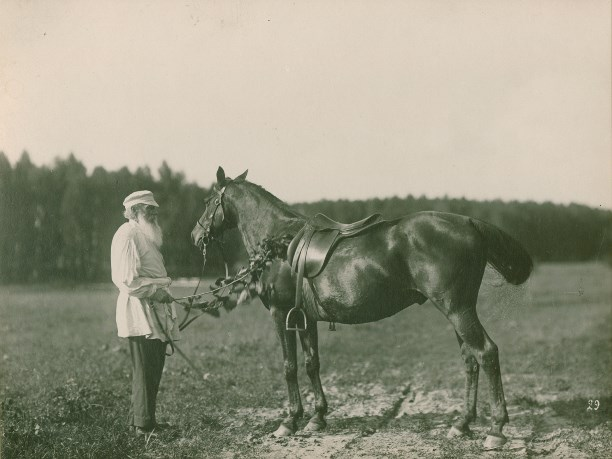
К. К. Булла. Лев Толстой и его скакун Делир. Ясная Поляна, июль 1908 года

В одном из первых вариантов романа соотнесение судеб, параллелизм образа лошади и главной героини проявлялись отчётливее, чем в окончательной редакции. Так, первоначально Анна Каренина именовалась Татьяна Ставрович, а кличка лошади была Tiny (на английский манер). Таким образом, как отмечал российский и советский литературовед Б. М. Эйхенбаум, в этом имени очевидно читается русское — Таня. По его мнению, изменение с Tiny на Фру-Фру хронологически обусловлено приобретением писателем у своего друга князя Д. Д. Оболенского — русского общественного деятеля и известного коннозаводчика — лошади Фру-Фру. Оболенский делился с писателем многочисленными историями и деталями, в частности, связанными с охотничьим бытом, лошадьми, скачками. Литературоведы неоднократно обращали внимание на сопоставление этих рассказов и сюжетных деталей произведений Толстого, в том числе и связанных со вторым романом писателя. Так, в «Охотничьих воспоминаниях и набросках» (1890) Оболенский подчёркивал, что Толстой с недоверием относился к лошадям английского происхождения, предпочитая другие породы, однако он изменил это мнение после реального случая, произошедшего на охоте в лесах недалеко от Тулы. Это было в сентябре 1873 года — в период интенсивной работы на книгой. Лошади охотников первоначально отказывались переправляться через реку Упу, а «английская кровная» с завода Оболенского первая не побоялась это сделать и фактически повела за собой остальных. Писатель приобрёл у Оболенского лошадь Фру-Фру английского происхождения с его завода, но вскоре уступил её брату — графу С. Н. Толстому, который выезжал на ней на охоту несколько сезонов. Князь связывает с этими биографическими фактами фабулу романа: «Имя Фру-Фру сделалось известным вследствие того, что автор „Анны Карениной“ этим именем назвал лошадь Вронского в чудном описании первой Красносельской скачки». Сын писателя — И. Л. Толстой — в своих воспоминаниях упоминал, что у них в семье была «огромная английская кровная кобыла „Фру-фру“». Сохранилась оценка данная им английской породе: «Если ставить целью скорость — то тут не приходится обижаться, английские лошади в этом случае будут первыми».
Исследователи неоднократно указывали, что в романе присутствуют многочисленные автобиографические сцены, многие герои созданы на основе реальных прототипов. Это же касается и офицерских скачек в Царском Селе, на которых часто присутствовали и царские особы. В опубликованных в 1909 году мемуарах Оболенского «Отрывки из личных воспоминаний» приводится такая информация: «Между прочим я передал Льву Николаевичу подробности и обстановку красносельской скачки, которая и вошла в ярком изображении в „Анну Каренину“. Падение Вронского с Фру-Фру взято с инцидента, бывшего с князем Д. Б. Голицыным, а штабс-капитан Махотин, выигравший скачку, напоминает А. Д. Милютина…». Эти сведения подтверждал и сын писателя С. Л. Толстой: «С одним офицером — князем Дмитрием Борисовичем Голицыным — в действительности случилось, что лошадь при взятии препятствия сломала себе спину».

### Скачки в Красном Селе
От управления его императорского высочества генерал-инспектора кавалерии объявляется по войскам, что красносельская офицерская четырехвёрстная скачка с препятствиями на призы императорской фамилии будет произведена в конце будущего июля, и потому те офицеры, которые будут предназначены к отправлению на эту скачку, должны прибыть в Красное Село 5 июля.
Скачки с барьерами в Красном Селе сыграли значительную роль в развитии конного спорта в России, а также в использовании лошадей английских чистокровных пород.
В царствование Елизаветы Петровны Царское Село стало императорской резиденцией, вокруг которой сложилось поселение. Скачки военных кавалеристов происходили в Царском Селе уже при императрице Екатерине II. Тогда они были известны как «гипподром» и представляли собой тяжёлое испытание для участников. На них случались несчастные случаи, в том числе и со смертельным исходом. Со временем эти состязания прекратились и были возобновлены через несколько десятилетий. В 1857 году великий князь Николай Николаевич, находившийся в то время инспектором кавалерии, своим приказом постановил основать в Красном Селе офицерские скачки кавалерии и конной артиллерии. С этой целью был выстроен временный открытый манеж. Работы были произведены по плану А. И. Штакеншнейдера, который с 1848 года занимал пост архитектора императорского двора. В 1857 году здесь стали проводиться офицерские скачки; выбор места был обусловлен близостью императорской семьи, расположением гвардейских войск, регулярными проведениями парадов и манёвров в Царском Селе, хорошими дорогами. С 1872 года решено было проводить ежегодные скачки, которые также инициировал Николай Николаевич. С этой целью были выстроены скаковой круг в форме эллипса и деревянные трибуны, царский павильон и вспомогательные сооружения (судейская беседка, конюшни).
Скачки были разделены на три разряда, из которых первый являлся самым сложным, опасным и престижным. Это была «большая четырёхвёрстная скачка с препятствиями <…> на призы, особо жалуемые Государем Императором и членами Императорской фамилии». В них имели право участвовать строевые офицеры и адъютанты всей гвардейской и полевой конной артиллерии и всех казачьих и иррегулярных войск, на лошадях всех лет и пород, но только рождённых в России. Эти мероприятия стали самыми известными в империи конными соревнованиями, а ипподром самым значительным в России. В связи с проведением соревнований в 1872 году на Царскосельской железной дороге была построена остановка «Скачки». Первая Большая красносельская скачка была проведена 9 июля 1872 года. Она состояла из двенадцати барьеров, описания которых приводятся в романе. По информации М. С. Иванова, писатель присутствовал на этой скачке, и его впечатления отразились в его произведении. В ней приняли участие 32 офицера (17 гвардейских и 15 армейских), а на старт вышло уже 27 из них. Успешно сумели закончить состязание лишь 15 наездников, 18 упали: из них двое не смогли добраться до финиша. Историк русской литературы и журналистики XIX века Э. Г. Бабаев расценил описание скачек в романе как одну из составляющих метафоры кризиса, находя в романе картину «современного Рима эпохи упадка».

### Литературная основа

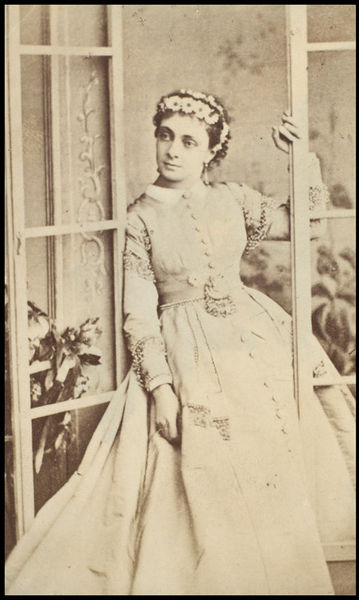
Эме Декле в роли Жильберты в пьесе Мельяка и Галеви «Фру-фру»

Предполагается, что кроме биографических предпосылок происхождения образа лошади и её клички, они имеют и литературную основу, так как, вероятно, восходят к французской пятиактной мелодраме («комедии» по характеристике авторов) французских драматургов Анри Мельяка и Людовика Галеви «Фру-фру» (Frou-frou, 1869). По характеристике литературоведа и переводчика Б. Г. Реизова, это скорее тяжёлая драма, являющаяся представителем так называемой «школы здравого смысла» (école du bon sens): «Она вела борьбу за нравственность во времена Второй Империи, в эпоху удивительного упадка всяких нравственных норм». Наиболее известным автором этого направления был Александр Дюма-сын, чьими драмами о положении женщин и вопросах брака интересовался Толстой. По сюжету пьесы легкомысленная Жильберта — известная по прозвищу Фру-фру — вышла замуж за Гендриха де Сарториса, но затем на почве страсти ушла из семьи, бросив мужа и ребёнка. Оскорблённый супруг убивает любовника на дуэли, жена раскаивается, возвращается в семью, но умирает от чахотки. Представление о характере героини передаёт обращение к ней графа Поля де Вальераса: «Вы настоящая Фру-фру! Отворяется дверь, на лестнице слышится шорох шёлкового платья, в комнату влетает, как ураган, очаровательная маленькая особа. Фру-фру… вертится, болтает, хохочет, играет, поёт, скачет, танцует и наконец убегает… Фру-фру». Эмиль Золя присутствовал на премьере драмы, состоявшейся 30 октября 1869 года, и в своём отзыве хвалил актрису Эме Декле. Он писал о своих впечатлениях:
…в особенности первые акты содержали точно наблюдённые, правдивые детали; конец мне меньше понравился — он отдавал слезливостью. Бедная Фруфру терпела чересчур уж суровое наказание, — у зрителя слишком горестно сжималось сердце; цикл жизненно достоверных парижских эпизодов завершался банальной картинкой, призванной исторгнуть слёзы у чувствительной публики.
Пьеса с успехом шла на русской сцене (особенно провинциальной) первоначально на французском языке, а позже была переведена на русский язык и поставлена под названием «Ветерок». В 1870-е годы она была известна в светском обществе и среди поклонников театра. По мнению Реизова, в том или ином виде был с ней знаком и Толстой, но литературовед отрицает прямое влияние французской драмы, так как подобные сюжеты широко представлены в литературе, в том числе и в русской (например, дебютная повесть А. В. Дружинина «Полинька Сакс», опубликованная в 1847 году). Сюжетно драма и роман имеют отдалённое сходство, что отмечали многие исследователи и, в частности, филолог Т. А. Иванова, акцентируя, что Толстому было важно подчеркнуть эту взаимосвязь. Кроме того, примечателен тот факт, что Вронский в романе является поклонником французской музыкальной комедии, а Мельяк и Галеви наиболее известны как мастера литературной основы этого «парижского» жанра, прежде всего как авторы либретто многих произведений Жака Оффенбаха. Их совместная оперетта «Прекрасная Елена» упоминается несколько раз в тексте романа, в том числе и преобразованный в оперетте герой «Илиады» Менелай — обманутый муж. По мнению комментаторов, Вронский «выбрал» кличку для своей лошади именно в связи с популярностью пьесы французских соавторов. Предполагаемую интертекстуальность между драмой Мельяка и Галеви и «Анной Карениной» литературоведы относят к многочисленным французским отсылкам произведения Толстого. Н. С. Авилова заметила, что, дав лошади кличку Фру-фру, автор отразил влияние европейской и, в первую очередь, «французской идиоматики, которое было свойственно речи русского светского общества XIX века».
Само прозвище Жильберты не является неологизмом Мельяка и Галеви. Слово уже присутствовало во французском языке, а позже бытовало и в русском. «Frou-frou» — буквально соответствует русскому шорох, шелест — имеет звукоподражательное происхождение и восходит к шуршанию женской одежды, например, нижних юбок, популярных во второй половине XIX века. В словаре 1874 года «frou-frou» характеризовалось следующим образом: «Оно служит для того, чтобы изобразить шорох листьев, одежды, особенно платье из шёлка или тафты», а выражение faire frou-frou определялось как «щеголять, выказывать роскошь». Со временем это слово в России приобрело значение синонима турнюра — приспособление в виде подушечки, которая подкладывалась дамами сзади под платье ниже талии для придания пышности фигуре. Турнюр является одним из самых известных элементов женской моды 1870—1880-х годов. Именно в этом понимании слово употребил Ф. М. Достоевский в романе «Подросток» (1875), хорошо знакомый с «Анной Карениной» Толстого: «Они сзади себе открыто фру-фру подкладывают, чтоб показать что бельфам; открыто! Я ведь не могу не заметить, и юноша тоже заметит, и ребёнок, начинающий мальчик, тоже заметит; это подло». Комментируя отношение Достоевского к роману Толстого искусствовед и историк моды Р. М. Кирсанова отмечала, что у Фёдора Михайловича фру-фру — это одновременно не только символ легкомысленности, нескромности, но также и сравниваемый с турнюром круп лошади. В течение некоторого времени слово фру-фру присутствовало в указанных значениях в русском обществе, в том числе и во французском варианте, например, среди хорошо знающих этот язык дворянских кругов. Кроме того, в качестве прозвища героини пьесы оно стало именем нарицательным, обозначая элегантно одетую, непостоянную, беспечную женщину. В этих значениях слово употреблялось в художественной и документальной литературе, но со временем позабылось и во многом стало ассоциироваться именно с романом Толстого.

## Интерпретации образа
В романе Вронский показан как страстный любитель лошадей; он очень взволнован своим участием в царскосельских скачках, что соседствует у него с чувствами к Карениной: «Две страсти эти не мешали одна другой. Напротив, ему нужно было занятие и увлечение, независимое от его любви, на котором он освежался и отдыхал от слишком волновавших его впечатлений». Русский религиозный философ В. В. Розанов в статье «На закате дней. Лев Толстой и быт» писал о его удивительном мастерстве, проявляющемся в бытовых деталях и образах животных, что он причислил к удивительному аспекту его гения. Это ярко прослеживается в образе и сценах связанных с Фру-Фру. В отношении Вронского к своей лошади, как подчёркивает Розанов, уже первые читатели почувствовали жестокий характер персонажа и его глупость. «Вся Россия встала на сторону „Фру-Фру“ против Вронского, справедливо решив, что она благороднее и, так сказать, человечнее его, если позволительно такое странное сочетание слов», — раскрыл свою мысль философ. Он также, как это сделал до него М. Е. Салтыков-Щедрин, охарактеризовал Вронского как жеребца. Это мнение характеризующее Вронского как «жеребца в мундире» привёл Ф. М. Достоевский в своём «Дневнике писателя». Он дополнил его образ как типичного представителя «барского» класса ранее неоднократно выведенного на страницах произведений Толстого. По оценке Достоевского, такие персонажи как Вронский «…и говорить не могут между собою иначе как о лошадях, и даже не в состоянии найти о чём говорить, кроме как о лошадях…». Неоднократно отмечалось, что писатель обошёлся «сурово» с Вронским, он «судит» его строже чем Анну. По наблюдению толстоведа Э. Г. Бабаева, его «падение» приходится на провал на скачках, когда он погубил «прекрасное существо», «живую, преданную и смелую лошадку Фру-Фру». В символике «Анны Карениной» смерть Фру-Фру предвосхищает трагический характер романа, как смерть сцепщика под колёсами паровоза.

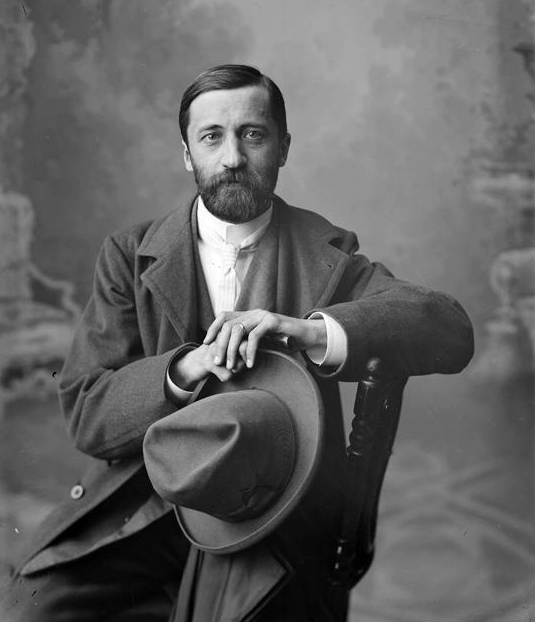
Д. С. Мережковский посвятил анализу образа Фру-Фру значительное внимание своего эссе о Толстом и Достоевском

На взаимосвязь между Фру-Фру и Анной Карениной, некоторое сюжетное сходство и параллелизм их судеб было обращено внимание ещё во время публикации романа (журнальная публикация 1875—1877; первое книжное издание 1878). В «Критическом фельетоне», опубликованном в 1875 году в петербургском журнале «Дело», известный народнический критик П. Н. Ткачёв иронизировал по поводу того, что Толстой раскрывает трагизм истории в отношении Вронского не только к героине, но и к лошади: «Кто знает, не увидим ли мы уж и в этом романе художественно-аналитическое изображение сельскохозяйственных вожделений Левина к Паве, борющихся в его душе с супружескою любовью; кто знает, не увидим ли мы погибель Анны Карениной от ревности к лошади Вронского…» Фельетонист подчёркивал, что в его словах безусловно присутствует элемент шутки, но также и отмечал, что любовь Вронского к лошади и Карениной развивается строго параллельно. После этого ещё многие комментаторы романа останавливались на том, что смерть лошади предвосхищает трагическую судьбу Анны, а также на их сходстве в описаниях и отношении графа. Так, подробно останавливался на анализе родства Фру-Фру и Карениной в своём литературно-критическом эссе «Л. Толстой и Достоевский» (1898—1902; публикация 1900—1902) Д. С. Мережковский. Он подчёркивал, что на протяжении действия постепенно проявляется сходство «вечно-женственного» в красоте Фру-Фру и Анны. Сближает их также и «порода», «аристократическое» происхождение, что очень импонировало Вронскому, а также особая красота: «У них обеих — и у лошади, и у женщины — одинаковое определённое выражение телесного облика, в котором соединяется сила и нежность, тонкость и крепость». Кроме того, к общим чертам их облика и характера, по наблюдению Мережковского, относится «стремительная лёгкость и верность, как бы окрылённость движений и вместе с тем слишком страстный, напряжённый и грозный, грозовой, оргийный избыток жизни». В описаниях их облика он приводит одинаковые прилагательные из текста романа: «точёный», «тонкий», «крепкий». По мнению автора эссе, Вронский относится к своей лошади, как к женщине, «словно влюблён в неё». Над своими любимыми существами он обладает особой властью:
Фру-Фру, как женщина, любит власть господина своего и, как Анна, будет покорна этой страшной и сладостной власти — даже до смерти, до последнего вздоха, до последнего взгляда. И над обеими совершится неизбежное злодеяние любви, вечная трагедия, детская игра смертоносного Эроса. <…> Этот неумолимый закон слепого бога-младенца — играющего смертью и разрушением, Эроса, эта жестокость сладострастья, которая делает любовь похожей на ненависть, телесное обладание похожим на убийство, — сказывается и в самых страстных ласках любовников.

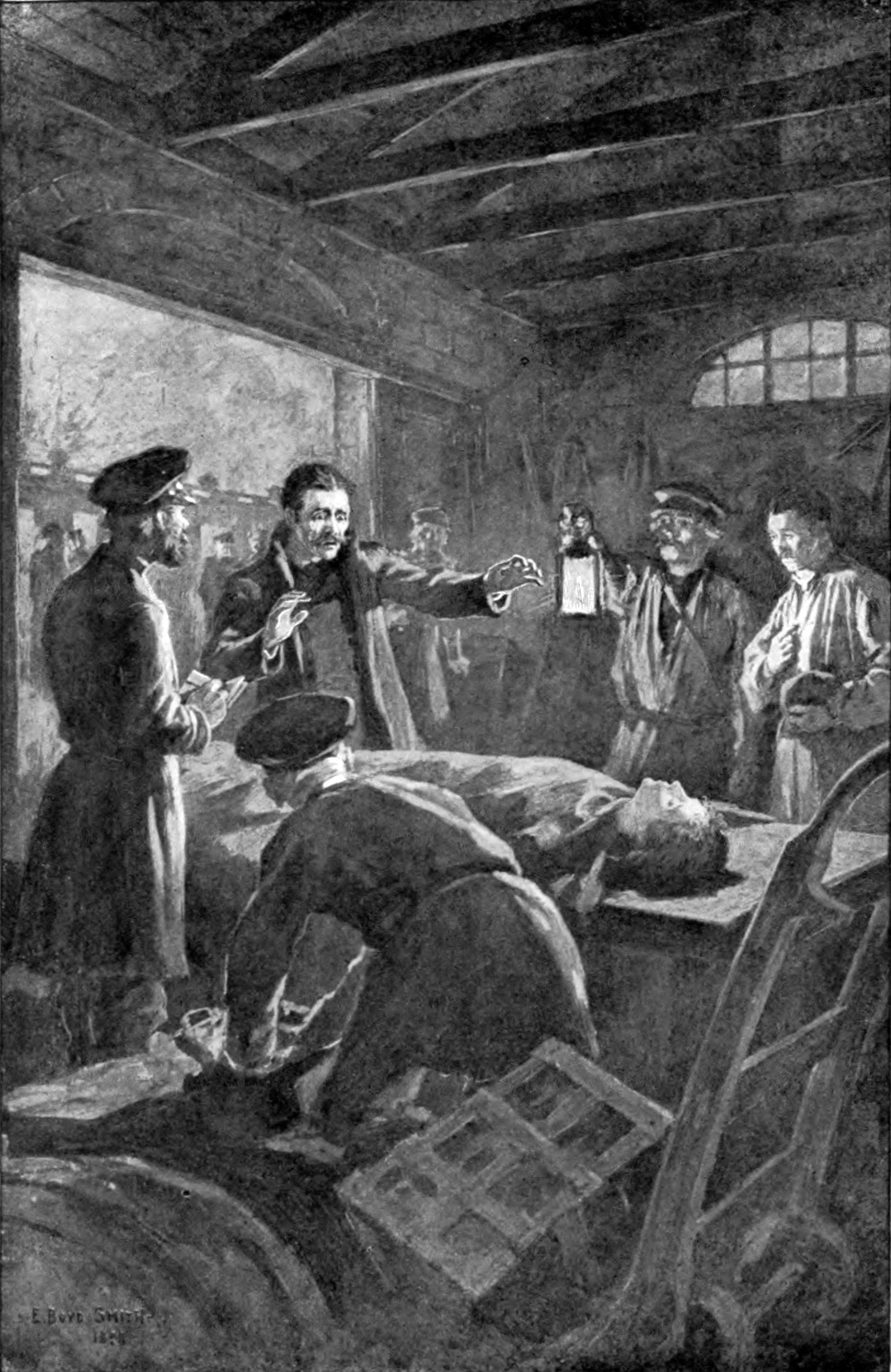
Элмер Бойд Смит. Сцена в казарме железнодорожной станции. Иллюстрация к английскому изданию романа

По оценке Мережковского, в случившихся с ним несчастьях Вронский чувствовал собственную вину и испытывал схожие чувства при наблюдении за гибелью лошади и при осмотре тела Анны в казарме железнодорожного вокзала. В изображении судеб погибших проявляется особый гуманизм русского прозаика: «Испытывая, углубляя человеческое до животного, животное до человеческого, в последней глубине обоих находит Л. Толстой первое, общее, единое, соединяющее, символическое». Критически настроенный к Мережковскому рецензент петербургской газеты «Северный курьер» причислил работу к другим его статьям, представляющим собой «характерную кашу, состоящую из мёда и дёгтя». Но в отношении анализа знаменитой книги Мережковский на этот раз «превзошёл самого себя». Он намеревается установить «место героини этого романа в ряду других созданий Толстого, для чего и сравнивает Анну Каренину с… лошадью Вронского „Фру-Фру“... Хорошо пишут в „Мире искусства“!» Барбара Лённквист, финский славист и исследователь романа, сто лет спустя подметила, что автор продуманно совместил лошадиный контекст в отношениях Вронского и Карениной. По её наблюдению, это имеет место не только в близости описания героини к Фру-Фру, но и в восприятии Анной облика Алексея и своей любимой английской лошади (коб). Высказывались предположения, что в гибели Фру-Фру и Анны повинен Вронский, что проявляется в описании его действий. В отношении лошади это было его «неловкое движение», в результате чего была сломана её спина, а невнимательность, неспособность выражать чувства, некоторое бездушие графа привели к тому, что Анна бросилась под поезд. После их гибели в романе представлена реакция Вронского на эти события, он ни с кем не мог разговаривать на ипподроме, а в случае смерти своей любимой женщины он «шесть недель» хранил молчание. Находят некоторые параллели и мотивы также между сном, который снится любовникам и лошадью. Судьба Фру-Фру и сон выступают предостережением для героев книги, которому они не вняли.
На глубоком драматургическом символизме судеб Фру-Фру и Карениной останавливался В. В. Набоков при анализе романа в своих «Лекциях по русской литературе», созданных для американских студентов. Он подчёркивал, что сцены «знаменательных» скачек очень символичны и имеют важное значение для драматургии произведения. По его мнению, в поведении Вронского содержится «глубокий подтекст»:
Сломав спину Фру-Фру и разбив жизнь Анны, Вронский в сущности действует одинаково. Вы увидите, что выражение «у него дрожала нижняя челюсть» повторяется и в том и в другом эпизоде: в сцене падения Анны, когда он склоняется над её грешным телом, и в сцене настоящего, реального падения с лошади, когда он стоит над умирающим животным. Весь тон этой главы о скачках с её трогательной кульминацией отзовётся в главах, где происходит самоубийство Анны.

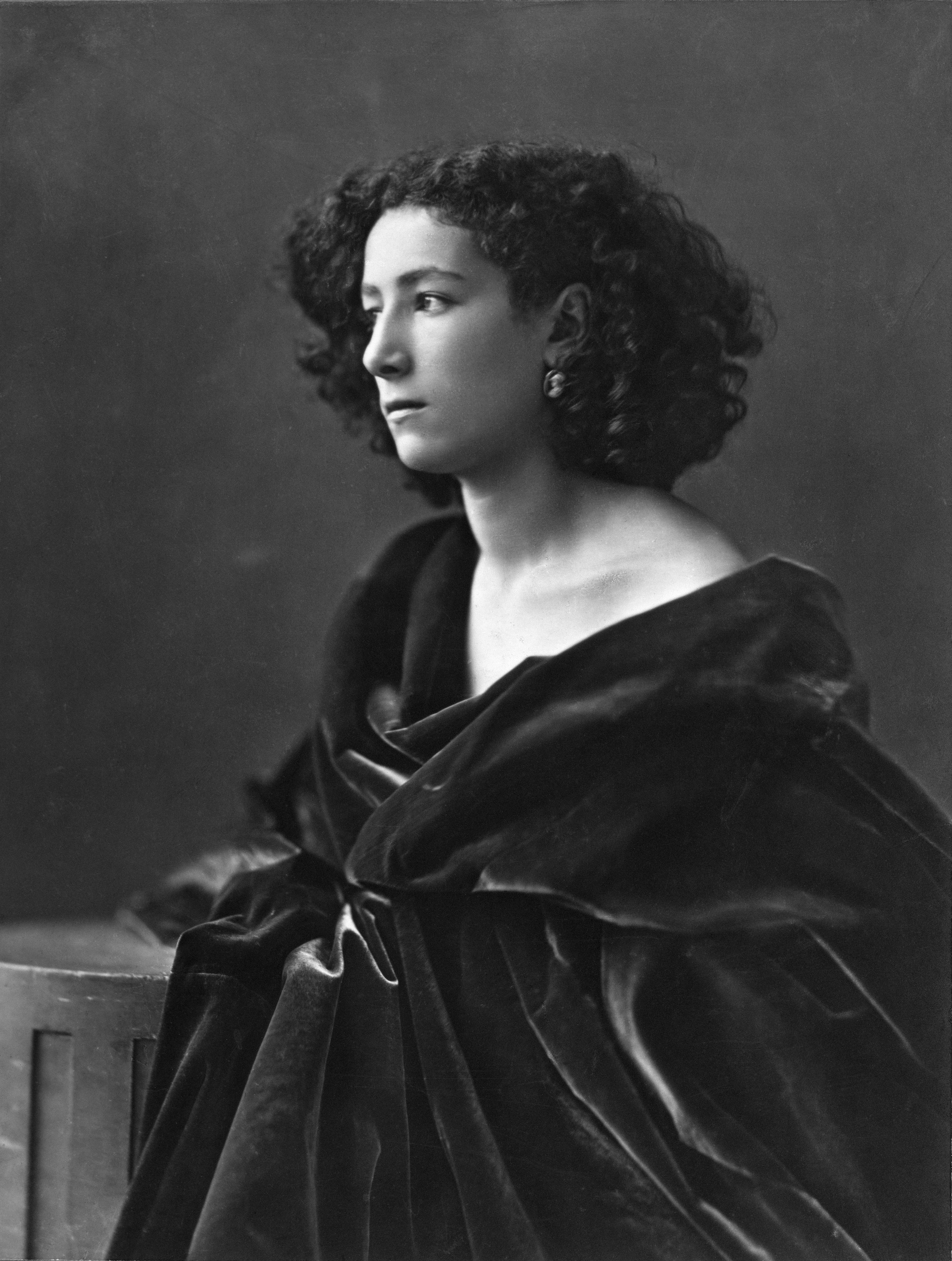
Сара Бернар — самая известная исполнительница заглавной роли в драме Мельяка и Галеви «Фру-фру»

Эйхенбаум причислил историю и образ лошади к символике книги, имеющей фабульное значение, он усматривал соотношение между лошадью и Карениной. В. Б. Шкловский, комментируя слова советского литературоведа о взаимосвязи Фру-Фру и Анны писал, что это связано с глубокими переживаниями автора, его личной «трагедией». Как и Набоков, Эйхенбаум останавливается на «сцене падения Анны» и описании гибели лошади, где общей деталью является дрожащая нижняя челюсть Вронского. По мнению Эйхенбаума, это не случайное совпадение, а продуманное авторское художественное решение. Он также останавливался на значении отсылки к пьесе Мельяка и Галеви и перемене кличек: между первым вариантом (Tiny) и окончательным (Фру-Фру). «Совпадение имён (как было в раннем варианте) делало эту символику слишком прямой и грубой. Назвав лошадь Вронского Фру-Фру, Толстой не только избежал этой грубости, но усилил и углубил сюжетную символику сцены: Фру-Фру превратилась в своего рода сюжетное иносказание, намекающее на будущую судьбу Анны», — писал он. С этой точкой зрения согласна и Т. А. Иванова, подчеркнувшая, что аллюзия на пьесу французских драматургов была понятна и очевидна для современников прозаика, но со временем её смысл был потерян. Про взаимосвязь между судьбой лошади и Карениной, литературной основе Фру-Фру писали не только российский критики и литературоведы, но и зарубежные: Р. П. Блэкмюр (R. Р. Вlасkmur), Давид Стюарт (David Stewart), Мартин Стивенс (Martin Stevens) и другие.
Актёр и режиссёр С. М. Михоэлс причислил сцены с участием Фру-Фру и Вронского к особой писательской технике, раскрывающей основные конфликты произведения в «особых ракурсах». Он также, как и до него, отмечал поразительное сходство в описании лошади и Анны. В своеобразном «треугольнике» раскрывается характер графа: «„Лимит“ его любви к Анне Карениной в чём-то удивительно перекликался с преклонением перед Фру-Фру». Такое отношение Михоэлс охарактеризовал как «…важнейшая идейная сторона самой сущности романа!». Писатель Дмитрий Быков назвал «Анну Каренину» «символистским романом», в котором многое основано на использовании нескольких «сквозных символистских конструкций лейтмотивного порядка». На вопрос, символизирует ли лошадь на скачках взаимоотношения Вронского и Карениной, он ответил, что нельзя рассматривать этот вопрос так однозначно. По его наблюдению, некоторая «близость» между эпизодом скачек и жизнью главных героев наличествует, но, уточняя свою мысль, он подчёркивал, что «в образной системе романа она скорее создаёт определённые настроения, предчувствия, добавляет краски, нежели вот так вот просто даёт понять, что Анна погибнет, прости господи, под Вронским. Нет, здесь, конечно, простого такого символического нет выхода». К. А. Нагина находит многочисленные соответствия в описании облика двух героинь романа, поведении по отношению к ним Вронского, в частности, в эпизодах, связанных с их смертью, а также в зооморфной символике. Она приводит своё наблюдение по этому поводу: «Вполне традиционное сближение лошади с птицей в контексте сцены скачек выдвигает на первый план в облике Фру-Фру хрупкость и одухотворённость её красоты, а также актуализирует тему жертвенности…». «Птичья» образность характерна и для Анны, которая сильно перепугалась за упавшего Вронского: «Она стала биться, как пойманная птица: то хотела встать и идти куда-то, то обращалась к Бетси». Символично, по мнению филолога, также сопоставление лошади с «рыбкой» во время закончившихся для неё трагически скачек, то есть водной стихией, что также связано с образностью Анны. Так, во время своего последнего пути к станции ей вспоминается её паломничество на святые Мытищинские колодцы. Перед тем, как попасть под поезд, она переживает чувство, «подобное тому, которое она испытывала, когда, купаясь, готовилась войти в воду».

## В культуре

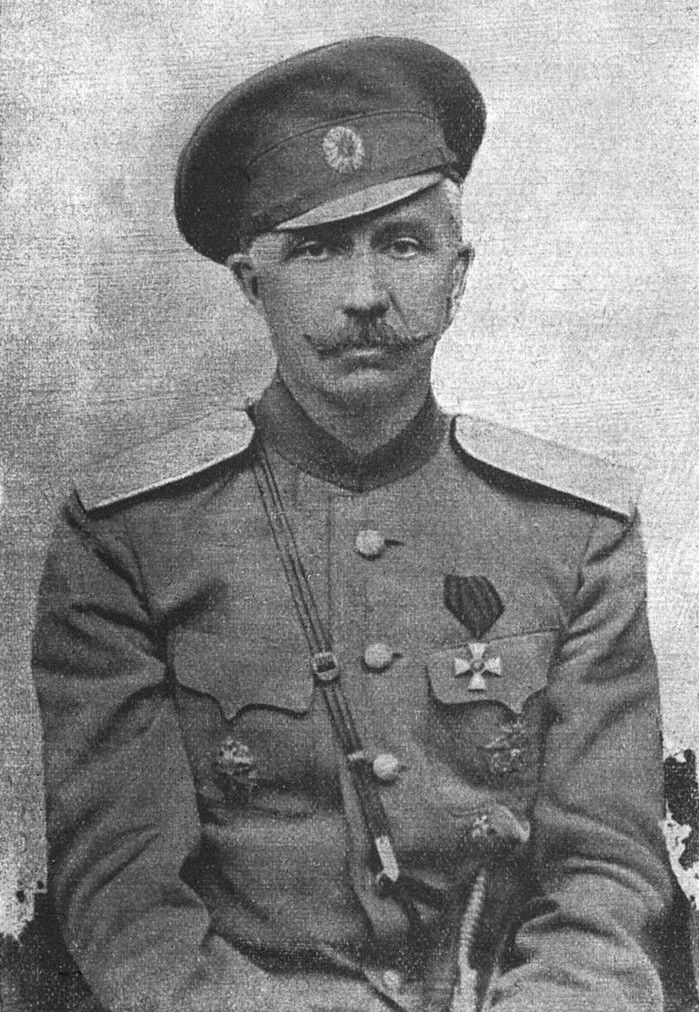
Пётр Краснов в своём романе «Largo» сопоставляет отношение к лошади у своего героя и Вронского

Российский литературовед М. Н. Золотоносов усматривает прямую связь между лошадью, пьесой Мельяка и Галеви и рассказом А. П. Чехова «Учитель словесности» (1889―1894), который Толстой читал и ценил. Связь между произведением Чехова и Фру-Фру из романа прослеживается в деталях лошадиного быта, характере и «говорящей фамилии» героини — Маша Шелестова, что, по мнению Золотоносова, отсылает к первоначальному, звукоподражательному значению слова фру-фру. Кроме того, в первой редакции рассказа её фамилия была Шидловская — от седло. Отражение отношений между Вронским и Фру-Фру нашло своё место в творчестве П. Н. Краснова, генерал-майора Русской императорской армии, атамана Всевеликого войска Донского, военного и политического деятеля. Он был также талантливым писателем и публицистом, создавшим многочисленные произведения. В его романе «Largo», действие которого начинается почти через сорок лет после первой красносельской скачки, одна из сцен также происходит во время этих состязаний. Краснов с большим уважением отзывался о своём предшественнике, говоря, что в «Анне Карениной» скачка изображена бесподобно, «верно и точно, с мелочными переживаниями на ней ездоков и лошадей». Однако в «Largo» приводится прямое сопоставление поведения и чувств героя книги к своей лошади, глубоко отличного от Вронского. Также, как и у Толстого, у Краснова четырёхвёрстная офицерская скачка является главным событием дня и на ней присутствуют члены императорского дома. В ней принимает участие штаб-ротмистр лейб-драгунского Мариенбургского полка Пётр Сергеевич Ранцев по прозвищу Петрик, который в ней занимает второе место. Главными мотивами его участия были отстоять офицерскую честь и заслужить славу для своего «скромного» полка. Он с удовольствием лично — в отличие от героя Толстого — ухаживал за своей обожаемой Одалиской и считал, что ему лучше самому убиться, чем ей погибнуть. Штаб-ротмистр выразил разницу между ним и Вронским следующим внутренним монологом:
Он любил свою Фру-фру, он понимал её, но разве была она для него тем, чем была Одалиска для Петрика!? Вронскому, если бы он взял приз — этот приз ничего не прибавил бы и ничего не убавил. Лишний случай кутнуть в собрании, покрасоваться собой. И то, что он сломал на прыжке спину лошади, для Вронского был тяжёлый, но мимолётный эпизод, сейчас же заслонённый драмой его любви к Анне. Петрик, переживая всё то, что пережил Вронский, даже не мог себе представить, что было бы, если по его вине погибла его Одалиска.
Поэт и критик Г. В. Адамович, признавая некоторые художественные дарования одного из лидеров Белого движения, тем не менее критиковал его за неудачную попытку создания «иллюзии „большого искусства“», при этом находясь по-своему на «обывательском» уровне. В этом отношении показательно неумелое подражание манере романа «Война и мир» Толстого в эпопее Краснова «От двуглавого орла к красному знамени». По оценке Адамовича, его книги занимательны, но ограничены, тенденциозны и хроникальны по своей сути, они не могут художественно охватить суть отображаемых явлений, тему. Роман «Единая, неделимая» также отмечен влиянием стиля русского классика: «На некоторых сценах по-прежнему толстовский налёт. Скачка корнета Морозова есть, конечно, воспоминание о Вронском и Фру-Фру». «Красавица» лошадь упоминается в первой книге «Через невидимые барьеры» писателя, лётчика-испытателя, Героя Советского Союза Марка Галлая в связи с тем, что на месте ипподрома в Красном Селе в советский период был расположен аэродром, где он проходил службу.
В ироническом стихотворении российского писателя Сергея Плотова граф («радостный охальник») проводит ночь у Анны в спальне вместе с Фру-Фру, после чего они отправляются на ипподром. Скачки поэт описывает своеобразным образом, но также, как и в романе, эта сцена проливает свет на характер отношений Вронского и Карениной: «Вронский на кобыле, // Как в автомобиле — // Всех легко обходит, // С Анны глаз не сводит! // Но-но-но! Тпру-тпру-тпру! // Вот и грохнулась Фру-Фру!.. // Анна криком кричит — убивается! // Ну а муж её в измене убеждается». Российские писатели, журналисты-соавторы Ольга Деркач и Владислав Быков в своей работе «Книга Москвы: биография улиц, памятников, домов и людей» назвали Фру-Фру одной из «самых знаменитых лошадок русской литературы». Скачки и лошадь представлены в многочисленных экранизациях книги Толстого, где эти сцены представлены в качестве одних из ключевых, кульминационных.